# Казанцево (Пермский край)
Казанцево — деревня в Чернушинском районе Пермского края. Входит в состав Тюинского сельского поселения.

## География
Расположена в лесистой местности на берегу реки Тюй в 7,5 км к северу от села Тюй, в 27 км к северо-востоку от города Чернушка и в 160 км к югу от Перми.
Имеется подъездная дорога от села Тюй.

## История
Известна с 1862 г.

## Население
По результатам переписи 2010 года численность населения составила 31 человек, в том числе 16 мужчин и 15 женщин. В 2005 году численность населения составляла 78 человек.